# Jung Yang-mi
Jung Yang-mi (* 13. November 1983) ist eine ehemalige südkoreanische Biathletin.
Jung Yang-mi bestritt ihre ersten internationalen Rennen 2002 in Windischgarsten im Rahmen des Junioren-Biathlon-Europacups. Zum Karrierehöhepunkt wurden die Winterasienspielen 2003 in Aomori. Jung belegte im Sprint den 15. Platz, wurde 14. des Verfolgungsrennens und Staffel-Vierte. Weitere internationales Einsätze folgten 2004 in Obertilliach bei Rennen des Europacups. In einem Einzel und bei zwei Sprints belegte sie Ränge zwischen 32 und 34.